# Berta apopempta
Berta apopempta är en fjärilsart som beskrevs av Louis Beethoven Prout 1935. Berta apopempta ingår i släktet Berta och familjen mätare. Inga underarter finns listade i Catalogue of Life.